# Seututie 932
Pour les articles homonymes, voir Route 932.
La route régionale 932 (finnois : Seututie 932) est une route régionale allant de Aavasaksa jusqu'à Raanujärvi à Ylitornio en Finlande,,.

## Présentation
La seututie 932 est une route régionale de Laponie.

## Parcours
- Ylitornio
  - Aavasaksa
  - Pessalompolo
  - Raanujärvi